# Savitzky-Golay-Filter

Animation der Glättung von verrauschten Daten durch ein Savitzky-Golay-Filter (Polynom 3. Grades, 9 Punkte breites Schiebefenster).
• blaue Kurve: Rohdaten;
• blaue Punkte: durch die Glättung bestimmte Datenpunkte;
• gelbe Kurve: Regressionspolynom, das für Bestimmung des aktuellen Punkts verwendet wird;
• rote Kurve: Abschnitt des Regressionspolynoms im Bereich des gleitenden Fensters.

Savitzky-Golay-Filter sind eine Klasse von FIR-Filtern, deren Filterkoeffizienten so gebildet werden, dass sich eine polynomiale Regression ergibt. Sie werden zum Glätten und Schätzen von Ableitungen eingesetzt, insbesondere im Bereich der Chemie, wo sie 1964 von Abraham Savitzky und Marcel J. E. Golay bekannt gemacht wurden.
Da die Filterkoeffizienten insbesondere für die Ableitungen an den Fenstergrenzen nicht klein sind, wird hochfrequentes Rauschen schlecht unterdrückt. Modernere Verfahren basieren z. B. auf B-Splines.